# Petersbach
Petersbach je občina v departmaju Bas-Rhin francoske regije Grand Est.
Leta 2016 je v občini živelo 640 oseb oz. 72 oseb/km².